# Regina Máxima a Țărilor de Jos
Regina Máxima a Țărilor de Jos (Máxima Zorreguieta; n. 17 mai 1971) este soția regelui Willem-Alexander al Țărilor de Jos. La 30 aprilie 2013, după abdicarea reginei Beatrix și urcarea pe tron a soțului ei ca regele Willem-Alexander, Máxima a devenit regină consort a Țărilor de Jos.

## Biografie
Născută Máxima Zorreguieta la Buenos Aires, Argentina, la 17 mai 1971, Prințesa Máxima este fiica lui Jorge Zorreguieta (n. 1928) și a celei de-a doua soții, María del Carmen Cerruti Carricart (n. 1944). Ea are doi frați, o soră și trei surori vitrege din căsătoria tatălui ei cu prima soție, Marta López Gil.
Máxima a studiat la școala Northlands din Argentina și a lucrat ca investitor bancar înainte de a-și lua o diplomă în economie la Universidad Católica Argentina în 1995. Ulterior ea a lucrat pentru mari companii internaționale în Argentina, New York și Europa.
Prin tatăl ei, ea este descendentă  regelui Afonso al III-lea al Portugaliei și a mai multor familii nobile din peninsula iberică.
Máxima l-a întâlnit pe moștenitorul tronului olandez în aprilie 1999 la Sevilia, Spania, în timpul Târgului de primăvară de la Sevilia: "Feria de abril de Sevilla." Într-un interviu, ei au afirmat că prințul s-a prezentat simplu drept "Alexander", astfel că ea n-a știut că el este un prinț. Au stabilit o întâlnire două săptămâni mai târziu, la New York, unde Máxima lucra pentru "Dresdner Kleinwort Benson".
Vestea relației de cuplu și planurile unei eventuale căsătorii au cauzat controverse în Țările de Jos, ca urmare a implicării tatălui Maximei ca ministru de cabinet în timpul regimului președintelui argentinian Jorge Rafael Videla. Posibila lui prezență la nunta regală a fost dezbătută timp de câteva luni, și în cele din urmă, el nu a participat la nuntă.
Aprobarea pentru căsătorie a fost acordată de către Parlamentul olandez (necesar prin lege pentru Prințul de Orania pentru a rămâne moștenitor la tron), dar părinții Maximei nu au fost invitați să participe la nuntă.

### Căsătorie

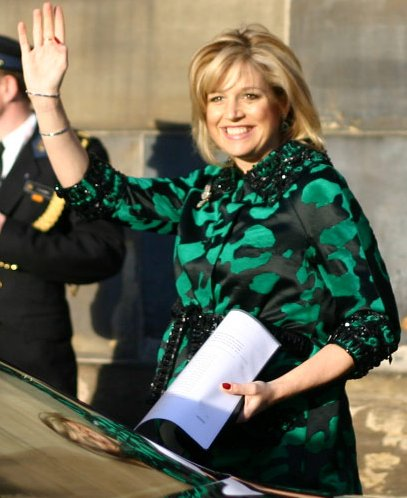
Prințesa Máxima în timpul primei sarcini

Cuplul și-a anunțat logodna la 30 martie 2001; Prințesa Máxima s-a adresat națiunii fluent în olandeză în timpul emisiunii televizate în direct. Máxima a primit cetățenie olandeză prin decret regal la 17 mai 2001 și acum deține dublă cetățenie: argentiniană și olandeză. După căsătorie ea a rămas romano catolică.
Prințesa Máxima și Prințul Willem-Alexander s-au căsătorit la 2 februarie 2002 printr-o ceremonie civilă la Amsterdam, care a fost urmată de o ceremonie religioasă.
Cuplul are trei fiice:
- Prințesa Catharina-Amalia (n. 7 decembrie 2003)
- Prințesa Alexia (n. 26 iunie 2005)
- Prințesa Ariane (n. 10 aprilie 2007)

### Îndatoriri regale
Prințesa Máxima se concentrează pe problema integrării imigranților în cultura olandeză. Ea a fost membru al unei comisii parlamentare speciale, care a încercat să recomande modalități de a crește participarea femeilor imigrante în forța de muncă. Prințesa Máxima subliniază importanța pentru imigranți de a învăța limba olandeză, în scopul de a participa pe deplin în societatea olandeză. Prințesa însăși este trilingvă; ea vorbește olandeză, engleză și spaniolă.
Ea este unul dintre puținii membri ai familiilor regale din întreaga lume care să fie un susținător deschis al drepturilor homosexualilor, și a fost primul membru regal care a participat la o conferință pentru drepturile persoanelor LGBT la 5 martie 2008.